# 通用垂直起降飞行器控制系统
通用垂直起降飞行器控制系统（英語：Universal VTOL Control System，缩写）是一种先进的垂直起降飞行器（VTOL）用自动驾驶系统，可完成飞行器的自主起飞/着陆、悬停、盘旋、航线飞行及机动飞行等功能 。 UVCS设计用于中等及以上级别的无人驾驶飞行器。
该系统由INS/GNSS组合导航系统、飞行控制系统、任务管理系统、指令通讯系统与地面站系统（视配置而定）等组成。系统符合工业标准，有极高的稳定性与可靠性（软件与硬件），能够在恶劣环境中使用，如山区、海上、城市环境等。可用于常规布局直升机、非常规布局垂直起降飞行器、变载荷任务（如投放任务、牵引任务）等。

## 工作原理

### 非线性系统辨识技术
使用先进的非线性系统辨识技术，依据飞行器的非线性数学模型，与实际飞行数据，通过遗传算法（GA），辨识模型中的未知参数，获得飞行器更精确的数学模型，并作为控制系统的设计依据。
由于使用飞行器的非线性模型作为参考模型，模型可更为精确地反应飞行的动力学特性，模型参数更具有实际物理意义，方便进行理论校验以确定模型参数的真实性。
与传统的理论建模和基于线性系统辨识的方法相比，非线性模型结构与参数均具有更高的精度，模型匹配度较线性模型与线性系统辨识方法相比，可提高10%以上。并能更精确地反映在辨识工作点外的气动特性，使得可以通过常规飞行采集的数据，辨识出接近全飞行包线的数学模型，避免在多个工作点的重复辨识与控制器设计，如在悬停状态和高速巡航状态等。

### 先进的 INS/GNSS 组合导航系统
使用先进的INS/GNSS组合导航技术，导航模块由惯性测量单元（IMU）、高精度GPS/差分GPS、磁罗盘、气压高度计等组成，数据通过一个全阶（>16阶）扩展卡尔曼滤波器，计算导航信息并对传感器误差进行补偿。
该系统具有二阶的解析精度，支持GPS/GLONASS/北斗等多种全球定位系统，可根据需要使用单一系统，或多种系统并行工作，以提高定位精度与可靠性。
与简易的层阶式滤波器相比，采用全阶卡尔曼滤波器可以获得更好鲁棒性，可抑制由单个传感器产生的不可预知的错误数据或噪声，如多路径效应产生的GPS数据的瞬时震动、机体受气流所产生的强扰动等。
经过卡尔曼滤波器补偿的传感器数据可以提供更准确的惯导信息，在GPS信号失锁时可以使系统继续稳定工作更长时间。

### 非线性控制技术
UVCS使用先进的非线性控制技术，使用基于随机鲁棒的控制律设计，在控制律设计阶段针对飞行器的“超包线”（在全飞行包线的基础上加入最坏的环境与结构不确定性），进行控制律的设计与优化，使飞行器满足在“实用包线”内的飞行品质（稳定性与灵活性）。

### 任务管理系统
先进的内部任务管理系统，使飞行器具有更高的智能，可完成更复杂的任务，以及具有更高的安全性。系统会根据所接收到的指令、自身的健康（通讯、能源、动力等）状况等决定当前所要执行的任务。
任务管理系统会根据控制指令切换与组合飞行器的工作模态，通过对飞行模态的切换与组合，可实现更为复杂的飞行动作，如机动飞行等，为以后任务扩展提供了良好的基础。

### 指令通讯系统
标准数据链系统包含两套独立的通讯链路，其中900MHz双工扩频通信作为主通讯链路，该链路通讯距离可达64km，完成地面站对飞行器的实时控制指令与任务指令的传递，并接收来自飞行器的实时状态数据。另一路2.4GHz单工跳频通信链路作为飞行器的底层备份链路，作用距离小于2km（视距），主要负责飞行器在近场阶段的目视引导控制，或全手动飞行控制链路。链路之间通过任务管理系统实现基于控制优先级的无缝连接，实现任务控制人员与飞行器操作员之间的协调控制，并支持多控制站的协同控制。
	与传统通讯系统相比，与任务管理系统整合之后能有效避免在飞行器控制权的“竞争”问题，确保飞行执行“正确的人”发出的“正确的指令”，大大简化了飞行器的操作，提高了使用效率。

### 地面站系统
地面站系统包括任务控制站与载荷控制站。任务控制站完成对飞行器状态的监控，如姿态、速度、位置、健康状况等。载荷控制完成对任务载荷的控制，如云台、吊舱等。
结合900MHz多点对多点通讯链路与地面站软件，系统可实现一站对单飞行载体、一对多、多对多或多对一的控制